# Martin Tjøtta
Martin Tjøtta, né le 27 mars 2001, est un coureur cycliste norvégien.

## Palmarès

### Par année
- 2018
  - 3e du championnat de Norvège du contre-la-montre par équipes juniors
- 2022
  - Classement général du Tour de Saône-et-Loire[1],[2]
  - Arden Challenge[3] :
    - Classement général
    - 1re épreuve

  - Sundvolden GP
  - 4e étape de la Vuelta Hispania
- 2023
  - Tour du Charolais
  - Circuit boussaquin
  - Tour du Gévaudan Occitanie
  - 3e étape du Tour de la Vallée d'Aoste
  - 2e du Grand Prix de Puyloubier
  - 2e du Tour du Pays de Montbéliard
  - 3e de Le Poinçonnet-Panazol
  - 3e du Grand Prix de Vougy
  - 3e du Châtillon-Dijon

### Résultats sur les grands tours

#### Tour d'Italie
1 participation
- 2025 : 49e

### Classements mondiaux
| Année                                 | 2021  | 2022 | 2023  |
| ------------------------------------- | ----- | ---- | ----- |
| Classement mondial                    | 1740e | 585e | 1049e |
| UCI Europe Tour                       | 1198e | 457e | nc    |
|                                       |       |      |       |
| Légende : nc = non classéSource : UCI |       |      |       |